# Стріла-1
Стріла-1 (індекс ГРАУ — 9K31, за класифікацією МО США і НАТО — SA-9 Gaskin) — радянський зенітний ракетний комплекс, призначений для безпосереднього прикриття мотострілецьких та танкових підрозділів від повітряних ударів противника. Прийнятий на озброєння в 1968 році. Головний конструктор — О. Е. Нудельман.
До складу комплексу входять бойова машина 9П31 (з пасивним радіопеленгатором або без нього), зенітна керована ракета 9М31 у контейнері та засоби технічного забезпечення. Бойова машина оснащена пусковою установкою з чотирма напрямними, апаратурою запуску, візирним пристроєм, пасивним радіопеленгатором та засобами зв'язку. Пасивний радіопеленгатор призначений для виявлення літальних апаратів та інших випромінюючих засобів на відстані до 20 км. Як база для бойової машини комплексу «Стріла-1» використовується шасі БРДМ-2.

## Історія
25 серпня 1960 року відповідно до Постанови Ради Міністрів СРСР розпочалася розробка полкового самохідного зенітного ракетного комплексу «Стріла-1». Передбачалося створення легкого переносного ЗРК, що складався з двох частин масою трохи не більше 10-15 кг кожна. Комплекс призначався для ураження повітряних цілей, що летять зі швидкостями до 200—250 м/с на висотах від 50-100 до 1000—1500 м на дальності до 2 км.
Головним розробником комплексу загалом і зенітної керованої ракети було призначено ОКБ-16 ДКОТ, надалі перетворене на Конструкторське бюро точного машинобудування (КБТМ) МОП (головний конструктор О. Е. Нудельман). Головним конструктором оптичної головки самонаведення для ЗКР став ЦКЛ-589 ДКОТ на чолі з В. О. Хрустальовим, пізніше роботи з ГСН для ЗКР 9М31 очолив Д. М. Хорол.
Відповідно до цієї Постанови паралельно розроблявся й інший ЗРК — переносний «Стріла-2». Спочатку розробка ЗРК «Стріла-1» певною мірою підстраховувала роботи з комплексу «Стріла-2», що було пов'язане з більшим ступенем технічного ризику. Після вирішення основних важливих питань, пов'язаних із створенням комплексу «Стріла-2», постало питання про подальшу долю ЗРК «Стріла-1», що мав практично ті ж льотно-технічні характеристики. Згодом розробники прийняли рішення — встановити для ЗРК «Стріла-1» більш високі вимоги щодо максимальної дальності ураження (до 5 км) та досяжності по висоті (до 3500 м), і розмістити ЗРК на автомобільному шасі (при цьому передбачалося збільшити масу та габарити ракети). Як база самохідного ЗРК «Стріла-1» стала броньована розвідувально-дозорна машина БРДМ-2.
В процесі розроблення обох засобів ППО визначилася і концепція бойового застосування комплексів: переносний комплекс «Стріла-2» використовується в батальйонній ланці ППО, а самохідний «Стріла-1» — у полковій, на додаток до зенітної самохідної установки «Шилка», чия дальність стрільби (2,5 км) не забезпечувала ураження літаків та вертольотів противника до рубежу пуску ними керованих ракет за позиціями та об'єктами мотострілецького (танкового) полку (4…5 км). Таким чином ЗРК «Стріла-1» з розширеною зоною поразки добре вписувався в систему військової ППО, що розроблялася.
Після восьми років роботи у 1968 році почалися державні випробування дослідного зразка комплексу «Стріла-1». Постановою ЦК КПРС та РМ СРСР від 25 квітня 1968 р. комплекс був прийнятий на озброєння. Серійне виробництво бойової машини 9А31 ЗРК «Стріла-1» було налагоджено на Саратовському агрегатному заводі МОП, ракети 9М31 — на Ковровському механічному заводі МОП.

## Технічний опис
Бойова машина 9А31 ЗРК «Стріла-1» оснащувалась пусковою установкою з розміщеними на ній чотирма ЗКР у транспортно-пускових контейнерах, апаратурою запуску ЗКР, оптичними засобами виявлення та прицілювання, а також засобами зв'язку.
При розробці комплексу 9К31 «Стріла-1», на відміну від інших ЗРК ближньої дії, конструктори запропонували використовувати на ракеті не інфрачервону (теплову), а фотоконтрастну ГСН. У 1960-ті роки низький рівень чутливості інфрачервоних ГСН не забезпечував перехоплення цілі у передній півсфері, і тому стрільба по літаках противника могла вестися лише «навздогін». За таких тактичних умов цілком можливо було знищення установки ЗРК ще до запуску зенітних ракет. Навпаки, застосування фотоконтрастної ГСН забезпечувало можливість обстрілу цілей на зустрічних курсах.
Комплекс міг вести стрільбу по літаках і вертольотах, що летять на висотах від 50 до 3000 м зі швидкостями до 310 м/с на зустрічних курсах і до 220 м/с на догінних курсах при курсових параметрах до 3000 м, а також по вертольотах, що зависнули, й дрейфуючим аеростатам. Можливості фотоконтрастної ГСН дозволяли вести стрільбу тільки по візуально видимих цілях на тлі ясного неба або суцільної хмарності, при кутах між напрямками на ціль і на сонці понад 20° та при кутовому перевищенні лінії візування цілі над видимим горизонтом понад 2°. Залежність від освітленості цілі, метеоумов та фонової обстановки обмежувала бойове використання комплексу «Стріла-1».

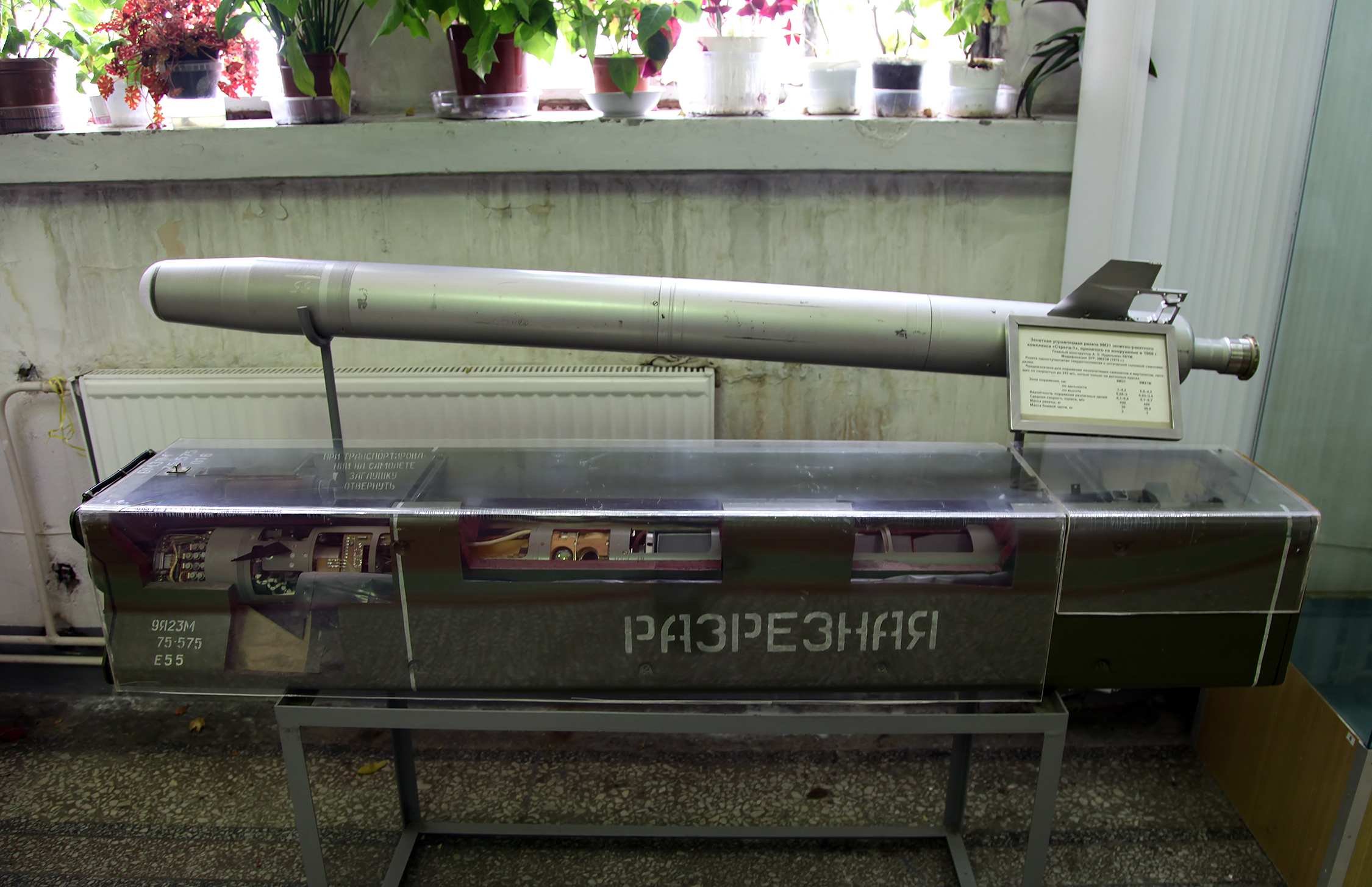
Зеніта керована ракета 9М31

Для зниження вартості та підвищення надійності бойової машини наведення пускової установки на ціль здійснювалося м'язовими зусиллями оператора. За допомогою системи важільно-паралелограмних пристроїв він руками виводив необхідний кут місця (в діапазоні від -5° до +80°), пов'язані один з одним пускову раму з ракетами, об'єктив оптичного візирного пристрою та грубий візир, а ногами за допомогою з'єднаних з сидінням колінних упорів навколо наводив пускову установку за азимутом, відштовхуючись від закріпленого на підлозі машини конуса. Передня стінка башти оператора в секторі 60° за азимутом була виконана з прозорого кулестійкого скла. У транспортному положенні ПУ опускалася до даху бойової машини.
Стрільба в русі забезпечувалася за рахунок майже повної природної врівноваженості частини, що коливається, і поєднання центру тяжіння ПУ з ракетами з точкою перетину осей гойдання машини, завдяки здатності людини-оператора парувати низькочастотні коливання корпусу машини.

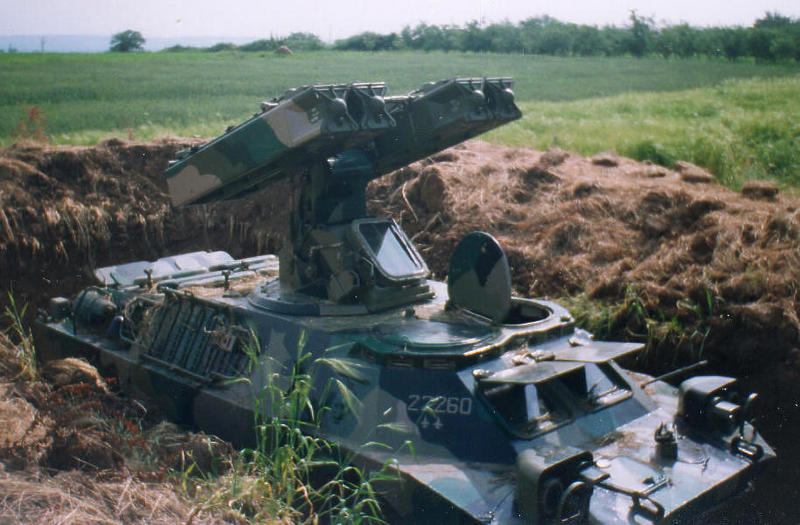
ЗРК 9К31 «Стріла-1» сербської армії на вогневій позиції. 2007

## Характеристики ЗРК 9К31 «Стріла-1»
| ТТХ модифікацій 9К31 «Стріла-1»                        |            |             |
| Комплекс                                               | «Стріла-1» | «Стріла-1М» |
| Рік прийняття на озброєння                             | 1968       | 1970        |
| Ракета                                                 | 9М31       | 9М31        |
| Зона ураження, км                                      |            |             |
| - по дальності                                         | 1..4,2     | 0,5..4,2    |
| - по висоті                                            | 0,05..3    | 0,03..3,5   |
| - по параметру                                         | до 3       | до 3,5      |
| Імовірність ураження винищувача однієї ЗУР             | 0,1..0,6   | 0,1..0,7    |
| Максимальна швидкість цілей (назустріч/навздогін), м/с | 310/220    | 310/220     |
| Час реакції, с                                         | 8,5        | 8,5         |
| Швидкість польоту ЗКР, м/с                             | 420        | 420         |
| Вага ЗКР, кг                                           | 30         | 30,5        |
| Маса бойової частини, кг                               | 3          | 3           |
| Кількість ЗКР на бойовій машині                        | 4          | 4           |

## Оператори

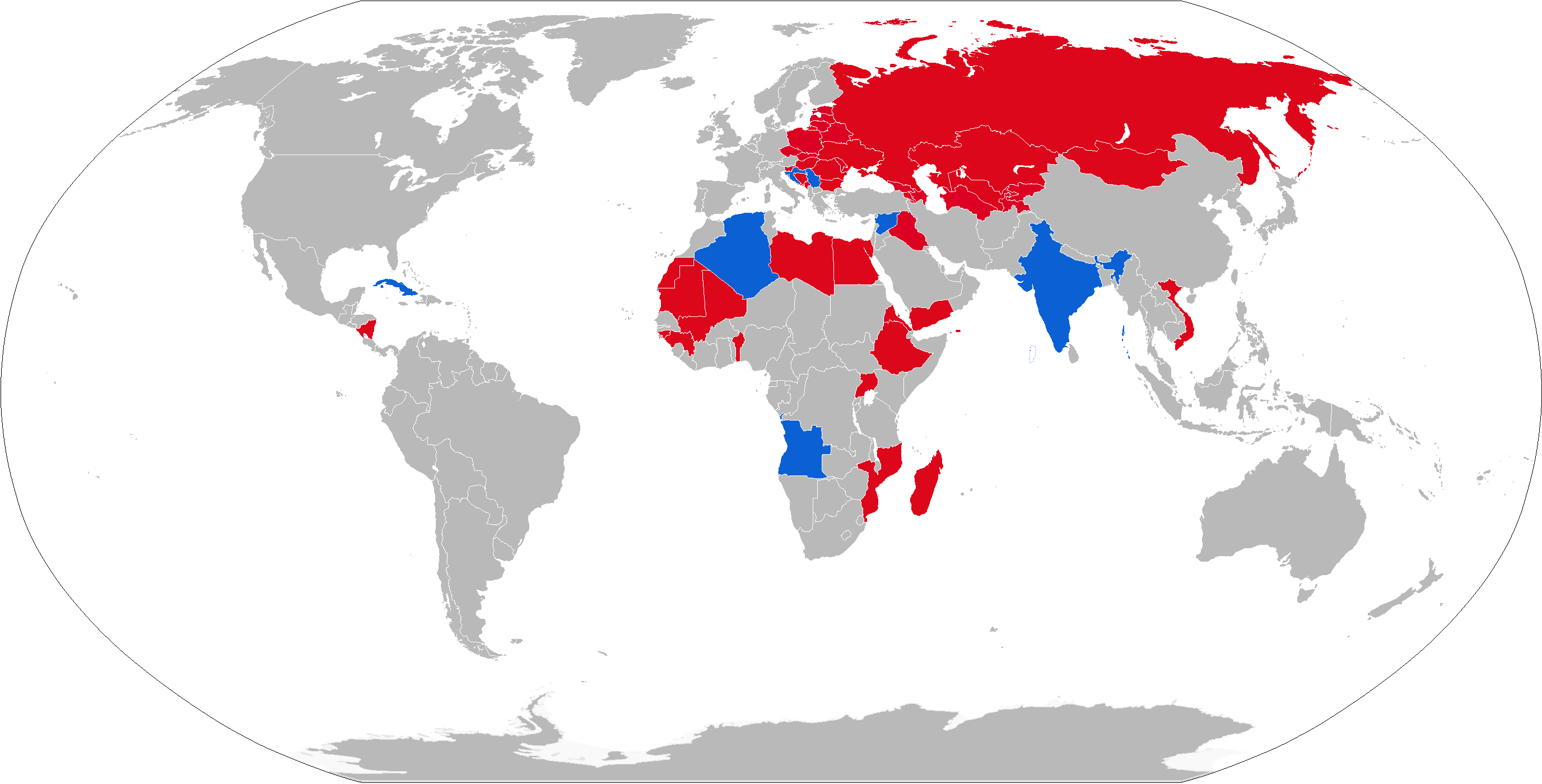
Оператори ЗРК «Стріла-1»
чинні
колишні

- Алжир — 20 9К31 Стріла-1
- Ангола — 20 9К31 Стріла-1
- Індія — 200 9К31 Стріла-1
- Куба
- Сербія — 12 9К31 Стріла-1
- Сирія
- Хорватія